# Santa Rita (Michoacán)
Santa Rita o Santa Rita de Casia es una localidad ubicada en el municipio de Copándaro, del estado de Michoacán de Ocampo, México.
Está localizada en inmediaciones del lago de Cuitzeo, a 3 km de la localidad de Copándaro de Galeana, cabecera del municipio,  en la ubicación 19°54′14″N 101°15′40″O / 19.903889, -101.261111 a una altitud media de 1880 m s. n. m.
Según los datos obtenidos en el censo de 2020, la localidad tiene una población de 1148 habitantes; su extensión de 0.3177 km² y su densidad es de 3614 habitantes/km².
Está clasificada como una localidad de nivel medio de vulnerabilidad social. La casi totalidad de las viviendas dispone de servicio de energía eléctrica (99.67%), agua de red (100%) e instalaciones sanitarias (99.67%).